# Secure Digital
SD-kort (Secure Digital) er et flytbart flashlager-format (ikke-flygtigt lager). Det er udviklet af Matsushita, SanDisk og Toshiba og kom på markedet i 1999. Det kan bruges i transportable enheder såsom digitalkameraer, håndholdte computere, mobiltelefoner og GPS-enheder.
Standard SD kort har officielt en maximal kapacitet på 2 GB, selvom de teknisk kan lagre op til 4 GB. SDHC kort har en max. kapacitet på 32 GB. SDXC (SD eXtended Capacity), en udvidet specifikation, som annonceredes på 'Consumer Electronics Show' i 2009, kan have en kapacitet på op til 2 TB.
I 2006 fandtes SD kort i disse størrelser: 8MB, 16MB, 32MB, 64MB, 128MB, 256MB, og 512MB, 1GB, 2 GB, 4 GB, 6 GB, 8 GB og 32 GB (4-32 GB: SDHC). Nogle størrelser er muligvis udgået.
Med tiden er SD-kortene blevet meget populære. Der er dog nogle kompatibilitetsproblemer mellem de ældre kort og de nyere kort på 4GB og opefter.
Der findes 3 forskellige størrelser af Secure Digital kortet:
- SD-kort "standard" modellen.
- miniSD har den halve størrelse i forhold til SD-kortet.
- microSD har en fjerdedel størrelse i forhold til SD-korter.

Selvom SD-flashkort leveres preformatteret med én partition med FAT16 (SD-kort) og FAT32 (SDHC-kort), kan kortene sagtens partitioneres i flere partitioner – og hver partition kan individuelt have sit egen filsystem: ext2, ext3, HFS+, FAT16, FAT32 osv. Men PCer og især digitale kameraer kan være meget kræsne. Det kan være nødvendigt at formattere kortet i det digitale kamera, som skal bruge det, for at få det til at virke.

## Micro SD
'Micro SD' er et lille og flytbart flashlager-kort, det er baseret på SanDisk TransFlash. Kortet har en størrelse på 15 mm × 11 mm × 0.7 mm, og er hidtil det mindste hukommelseskort der er lavet. Det er baseret på Flash-lager. Størrelsen på microSD-kortet er omtrent en fjerdedel af et standard SD-kort, men ved hjælp af en adapter kan man bruge det som et SD, miniSD, eller MemoryStick Duo.
Fra sommeren 2009 har microSD-kort været tilgængelige i kapaciteter fra 64MB til 16GB. Kort over 4GB er kun tilgængelige i det nyere SDHC format udviklet både af KingMax og af SanDisk. Disse har en hukommelsestæthed på 34 GB/cm3.
I juni 2006 kom der er ny version kaldet microSDHC. De nye kort har det samme fysiske udseende, men bruger en anden teknologi til at adressere hukommelsen.
Forskellen på et normalt MicroSD-kort og et MicroSDHC-kort er, som det ligger i forkortelsen, at et SDHC kort er et 'High Capacity'-kort. Oprindeligt lavede man kort, der havde en maksimal hukommelse på 2 Gb, og var formateret med FAT 16. De nye SDHC-kort har væsentligt større hukommelse, og er formateret med FAT 32 for at kunne styre den større hukommelse og også at kunne tilgå hukommelsen hurtigere.